# Дуглас, Уильям, 1-й барон Драмланриг
Сэр Уильям Дуглас, 1-й лорд из Драмланрига (англ. Sir William Douglas, 1st of Drumlanrig; ок. 1378 — ок. 1421) — шотландский дворянин и военный, внебрачный сын Джеймса Дугласа, 2-го графа Дугласа.

## Ранняя жизнь
Его отец даровал ему баронство Драмланриг в 1380-х годах. В возрасте около 20 лет он был посвящен в рыцари, а в октябре 1405 года король Англии Генрих IV предоставил ему охранную грамоту для участия в рыцарском турнире в Лондоне.
Следующие несколько лет он «постоянно переезжал в Англию, либо в качестве уполномоченного по перемирию, либо в качестве заложника, либо по дипломатическим делам» . Возможно, в знак признания его роли заложника от его имени, в 1407 году он получил баронство Хоуик от своего двоюродного брата Арчибальда Дугласа, 4-го графа Дугласа. В 1412 году он вернулся ко двору Генриха IV, чтобы вести переговоры об освобождении короля Шотландии Якова I Стюарта, который был схвачен англичанами еще мальчиком 10 лет назад.

## Карьера во Франции и смерть
Семья Дугласов заработала свою репутацию на приграничных войнах с англичанами, но этот конфликт прекратился с 1380-х годов. Вместо этого война между Францией и Англией на континенте открыла возможности для военной славы. По приглашению французского дофина Карла лорд Драмланриг привёл во Францию роту из 450 человек для борьбы вместе с французскими войсками против англичан.
В 1420 году Уильям Дуглас привёл шотландский контингент к поражению при Френе where he lost his banner to the English forces. , где он потерял свое знамя от английских войск. Он присутствовал во время победы над англичанами в битве при Боже в 1421 году, но, вероятно, умер в том же году, находясь во Франции. (Более поздняя дата — 1427 год, часто представляемая как год его смерти на генеалогических сайтах, — это год, когда его сын был "передан отцу, который подтвержден как его наследник, когда было отмечено, что его отец умер шестью годами ранее.).

## Брак и дети
У него был сын Уильям Дуглас, 2-й лорд Драмланриг (? — 1458), и дочь Марион Дуглас (родилась около 1402 года), которая вышла замуж за Роберта де Чисхолма.
Существуют различные версии о том, на ком женился Уильям Дуглас. В то время как большинство источников предполагают, что он женился на Элизабет Стюарт из Дурисдира, но другие источники предполагают, что впоследствии он женился на Джин Мюррей (c 1402), а после ее смерти — на Джейкобе Дуглас (c 1410).
Перси Адамс, пишущий в 1921 году, опускает любые упоминания об Элизабет и называет только двух других женщин своими женами. Он считает Джин Мюррей матерью своего наследника Уильяма, 2-го лорда Драмланрига. Точно так же Элизабет Стюарт, возможно, вышла замуж за Майкла Мерсера (после развода с Уильямом) и родила от него 3 детей.

## В художественной литературе
Сэру Уильяму Дугласу из Драмланрига отведена небольшая роль в историческом романе Найджела Трантера «Выпущенный на свободу лев» (1967). Отмечается его роль в переговорах об освобождении захваченного в плен короля Шотландии Якова I, в то время как он в конечном итоге разговаривает с королем, сражаясь на противоположных сторонах во Франции в 1420 году. Романист описывает его как «большого, сильного рыжего быка», который хочет сказать это пленному королю Якову:
Думаешь, мы когда-нибудь сражались за Францию? … Мы сражаемся только за Шотландию. Мы бы предпочли сражаться с англичанами здесь, во Франции, чем на нашей собственной шотландской земле! Вот и все.